# 조현동
조현동(趙賢東, 1960년 ~ )은 대한민국의 외교관이다. 제7대 외교부 제1차관을 역임했고, 제28대 주미대사다.

## 생애
한국외국어대학교 서반아어학과를 졸업하고 1985년 외무고시 19회에 합격하여 외무부에 입부했다. 
2004년 노무현 정부에서 북미3과장으로 재직 중 사석에서 노무현 대통령과 청와대 인사들의 대미 외교정책을 비판했다는 투서로 보직해임됐다가 이명박 정부 출범 후 청와대 외교안보수석실 선임행정관으로 복귀해 이명박·박근혜 정부에서 북핵·북미 외교를 담당했다. 외교통상부 북핵외교기획단장으로 북핵협상 실무를 맡았고 외교장관 특별보좌관, 주미국대사관 공사, 외교부 공공외교대사, 기획조정실장 등을 역임했다.
문재인 정부가 출범하면서 기획조정실장에서 물러난 뒤 본부 대기로 있다가 퇴임했다. 
2022년 유엔산업개발기구(UNIDO) 한국투자진흥사무소 대표로 재직 중 윤석열 정부에서 외교부 차관으로 임명되었다.
2023년 4월 제28대 주미대사로 임명되었다.

## 학력
- 서울고등학교 졸업
- 1985년 한국외국어대학교 서반아어과 학사

## 경력
- 1985년 5월 제19회 외무고시 합격
- 1985.6 외무부 사무관
- 1991.1 주제네바대한민국대사관 2등서기관
- 1993.12 주몽골대한민국대사관 1등서기관
- 1998.6 외교통상부 인사운영계장
- 1999.12 주미국대한민국대사관 1등서기관
- 2003.7 외교통상부 북미국 북미3과 과장
- 2004.2 국방대학교 파견
- 2005.1 주 인도 대한민국 대사관 공사참사관, 부이사관
- 2008.3 대통령실 외교안보수석실 선임행정관
- 2010.2 외교통상부 한반도평화교섭본부 북핵외교기획단 단장
- 2012.8 외교통상부 장관특별보좌관
- 2013.1 주미국대한민국대사관 공사
- 2016.3~2017.2 외교부 공공외교대사
- 2017.2~2017.9 외교부 기획조정실장
- 2019.10 유엔산업개발기구 한국투자진흥사무소 대표
- 2022.5~2023.4: 외교부 제1차관
- 2023.4~2025.7: 제28대 주미대사

## 같이 보기
- 대한민국의 정치
- 대한민국의 대외 관계